# Övre Gärdessjön
Övre Gärdessjön är en sjö i Ronneby kommun i Blekinge och ingår i Nättrabyåns huvudavrinningsområde.